# Нићифор Нинковић
Нићифор Нинковић је био аутор незавршених мемоара објављених под називом Жизниописанија моја. Био је писар, учесник Првог српског устанка, дугогодишњи лични берберин кнеза Милоша Обреновића, познавалац више страних језика, лекар, пустолов и једна од најнеобичнијих појава српске књижевности 19. века.

## Живот
Подаци о Нинковићевом животу мало су познати и тешко проверљиви, а највећим делом су садржани управо у његовим мемоарима.
Сам Нинковић каже да је рођен око 1788. године у Срему, у селу Добринцима. У својој деветнаестој години (1807) долази у Београд, јер жели да буде од помоћи „роду и отечеству“ у устанку под вођством Карађорђевим. Будући писмен, добија писарску службу код поцерског кнеза Илије Марковића. Две године касније постаје писар код старовлашког кнеза Јована Рашковића. У том периоду учествује у бици за Нову Варош, а краће време је и командант једног устаничког шанца на Јавору.
Године 1809. прелази као писар код кнеза Максима Рашковића. Након годину и по дана службе, Рашковић одбија да му да плату и Нинковић, ушавши с њим у сукоб, бежи у Београд. Ту га од осуде Совјета и погубљења, а због лажне оптужбе кнеза Рашковића да га је похарао и побегао, спашава интервенција Доситеја Обрадовића.
У Београду краће време одмењује, као војник за плату од 30 гроша месечно, једног трговца, а потом се придружује устаницима под командом Стефана Живковића и у Кондиној чети учествује у одбрани Делиграда.
Након тога, поново се враћа свом писарском послу. Ради као писар код нишког бимбаше Цветка, а затим код ресавског војводе Ћор-Илије Здравковића, потом у смедеревском магистрату, али је убрзо смењен, па одлази у том својству код рачанског војводе Кара-Марка. Због сукоба са Кара-Марком и Јаковом Ненадовићем, 1811. године напушта Србију.
Следећих осам година, бавећи се различитим пословима, Нинковић проводи у тадашњој Турској и Влашкој, у Крајови и Букурешту, а 1812. долази у Цариград. Ту је изучио берберски занат и научио турски, грчки и влашки језик. У Букурешт се враћа 1816. и ту, у болници лечећи се од венеричне болести, учи и докторски „занат“ или „докторију“, како сам Нинковић каже.
У Србију се враћа 1819. као берберски мајстор и у Београду отвара дућан. Три године касније жени се Христином Форман, Српкињом из Земуна, са којом је имао три кћери.
Најдраматичнији и, по његову каснију судбину, најпресуднији период живота Нинковић проводи у Крагујевцу као Милошев лични берберин и доктор, од 1822. до 1827. године. Ту упознаје и водеће личности тадашњег културног живота Србије, Димитрија Давидовића и Вука Стефановића Караџића. Због преке и насилничке природе Милоша Обреновића, Нинковић је у сталном страху за свој и живот своје породице. Успева да издејствује отпуст из Милошеве службе и враћа се у Београд, али га репутација човека кога је „Господар“ отпустио из своје службе прати и онемогућава да отвори берберску радњу и обезбеди основну егзистенцију себи и породици.
На Нинковићеву молбу, кнез Милош га 1828. године поставља за писара у Брусницу код свог брата, Јована Обреновића. Затим прелази у Смедерево. Ту отвара берберску радњу и кафану, али му посао пропада. Поред сиромаштва прати га и болест, његова и женина. Породицу шаље у Земун код женине мајке, а он долази код Осман-паше Скопљака у Аду Кале да ради као тумач. Одлази одатле и, бавећи се берберским занатом, повремено лечећи, борави у Цариграду, Смирни (где почиње да пише мемоаре), Пергаму, Балукћесару и Адрамиту. За то време умиру му жена и једна ћерка, а друге две бивају усвојене.
Након абдикације кнеза Милоша Обреновића (1839) враћа се у Србију. Последњи подаци које је оставио о себи говоре да је пелцовао у Србији децу против великих богиња, и потом се, стар и болестан, вратио у Београд.
Постоји претпоставка да је умро у Пожаревцу педестих година деветнаестог века.
На Петловом брду у Београду постоји улица који носи његово име.

## О рукопису мемоара
Рукопис мемоара Нићифора Нинковића пронађен је у оставштини Симе Милутиновића Сарајлије. Народној библиотеци у Београду уступио га је, 1947. године, Милорад Милутиновић.
Своје казивање Нинковић је забележио у пет свезака већег формата, а текст писан мастилом је на многим местима избледео, поготово на рубовима.
Рукопис нема наслова. На првом листу стоји: Предисловије, а испод тога: Премили и прељубезни роде мој Србски. Тек на омоту треће свеске писац је ставио наслов: Жизниописанија моја (од 1807. до 1842. год.).
Рукопис је неуређен до те мере да је могуће претпоставити да је у питању концепт коме писац није стигао да да коначан облик. Није га поделио на главе и поглавља, није издвојио дијалоге, писма и документа којима се служио. Новим ставом је започињао једино у оним случајевима када је био принуђен да, због својих честих сеоба, за дуже време одложи писање и то је чинио редовно са напоменом: „Довде писано у Смирни“ или „Одавде што следи писано у...“. Нинковић је веома ретко исправљао текст, тако да је његова мисао на појединим местима недоречена, понегде недостаје нека реч или је забележена два пута.
Највећу тешкоћу за савременог читаоца представља непрегледно језичко и правописно шаренило Нинковићевог текста. Писао је народним српским језиком с доста елемената славеносрпског и великим бројем туђица. Етимолошку основу покушао је да подреди неким својим, незваничним, правилима која је стварао од случаја до случаја. Ипак, био је упознат са извесним правописним основама реформе Вука Караџића, па се у ортографији рукописа могу наћи Њ, Љ, Ћ, Ђ, Џ и Ј. Понекад бележи и слово Х, али несистематично.
Поред матерњег, Нинковић се, нарочито у дијалозима, служио и многим европским језицима: турским, грчким, немачким, румунским, словачким, мађарским, руским и латинским. Те језике он је писао ћирилицом (турски, румунски, руски, словачки), латиницом (мађарски, латински), готицом (немачки) и новогрчким писмом. У свој речник унео је изузетно велики број турцизама и, уопште, туђих речи.
Све ове особине Нинковићевог рукописа довеле су до хаотичности и делимичне нечитљивости. Међутим, савремени издавачи су рукопис језички, граматички и правописно ускладили, па су Нинковићеви мемоари прилагођени данашњим читаоцима.
Рукопис је први пут публиковао 1972. историчар Тома Поповић.